# Juha Tapio
Juha Tapio Leevi Antero (5 de febrero de 1974, Vaasa, Finlandia) es un cantante de pop finlandés, letrista, compositor y guitarrista.

## Biografía
Comenzó a tocar por primera vez en una banda de rock en Ylistaro la edad de 13 años. Fue influenciado por el libro de partituras Roja. Su álbum Mita silmät ei naa (2003) fue álbum de oro y Kaunis ihminen (Bella gente, 2006) alcanzó el platino. Originario del sur de Finlandia, de la región de Ostrobotnia, ahora vive en Tuusula. Está casado con Raija Mattila, y juntos tienen dos hijos, Miguel y Akseli. Ganó en 2009 el premio Emma-Gaala como mejor vocalista masculino.